# Slag bij Hatchie's Bridge
De Slag bij Hatchie's Bridge  vond plaats op 5 oktober 1862 in Hardeman County en McNairy County, Tennessee tijdens de Amerikaanse Burgeroorlog. Deze slag is ook bekend als de Slag bij Matamora  of de Slag bij Davis's Bridge. Het was de laatste slag tijdens de Operaties tussen Ioka en Corinth. Het Zuidelijke leger van generaal-majoor Earl Van Dorn ontsnapt aan gevangenschap na hun nederlaag in de Tweede Slag bij Corinth.

## De slag

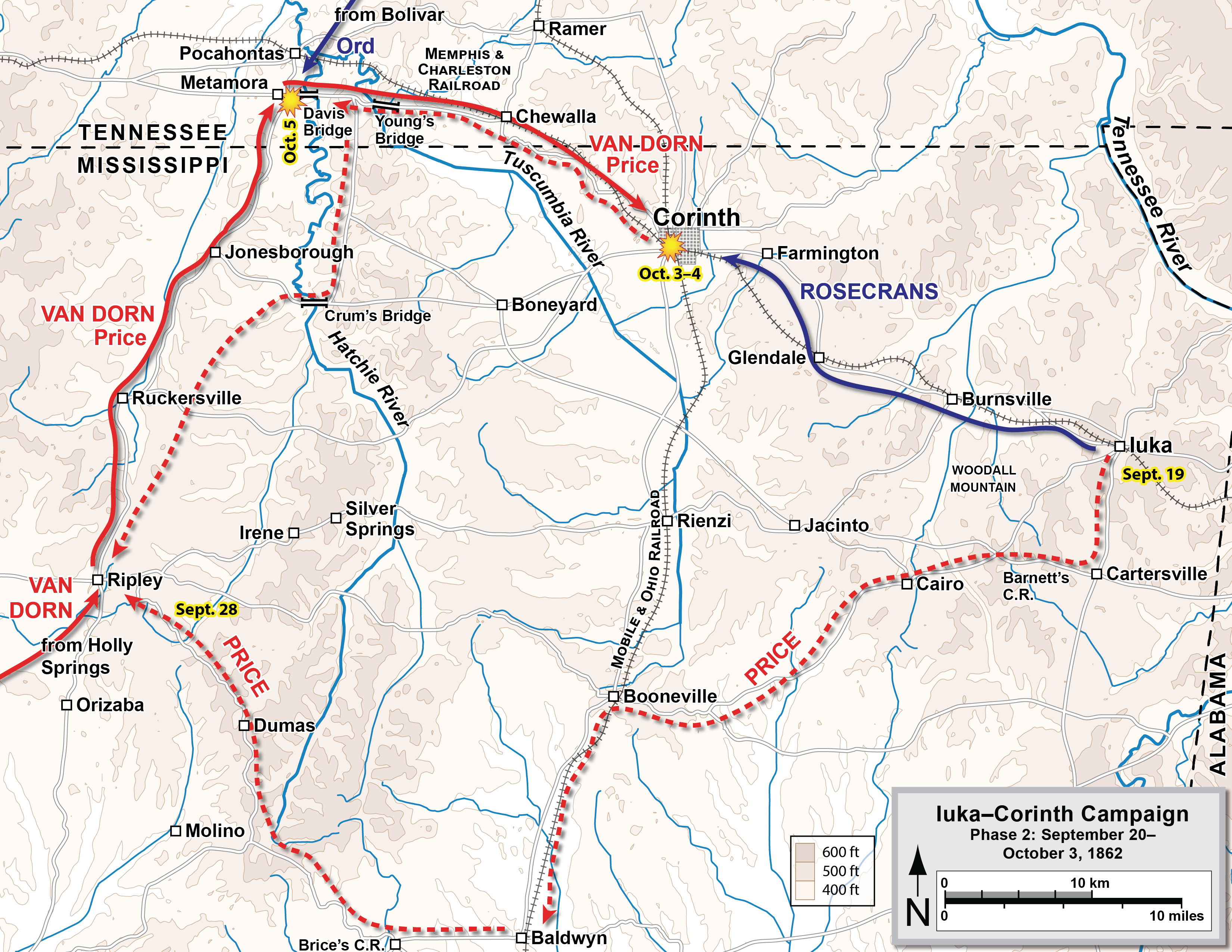
Tweede fase van de operaties in de Iuka–Corinth regio

Van Dorns Zuidelijke Army of Tennessee trok zich op 4 oktober 1862 terug uit Corinth, Mississippi. De Noordelijke generaal-majoor William S. Rosecrans zette pas de achtervolging in op 5 oktober. Generaal-majoor Edward Ord was in navolging van orders op weg naar Corinth om Rosecrans bij te staan met een detachement van Ulysses S. Grants Army of Tennessee. In de nacht van 4 op 5 oktober kampeerde hij net buiten Pocahontas. Tussen 07.30u en 08.00u botsten ze op de 4th Division van generaal-majoor Stephen A. Hurlbut. Ord nam het algemeen bevel op zich van de versterkte Noordelijke strijdmacht en verhoogde de druk op Van Dorns voorhoede, namelijk generaal-majoor Sterling Prices Army of the West, en duwden ze 7 km terug tot bij Hatchie River en over de Davis’s Bridge. Ord raakte echter gewond aan zijn enkel en Hurlbut nam het bevel over. Terwijl Price’s soldaten tegen die van Ord vochten, zochten en vonden de verkenners van Van Dorn een andere doorwaadbare plaats over de Hatchie River. Van Dorn leidde zijn leger terug naar Holy Springs, Mississippi. Grant gaf het bevel aan Rosecrans om de achtervolging te staken. Ord had Price tot terugtrekken gedwongen, toch slaagden de Zuidelijken erin om gevangenschap en vernietiging te ontlopen.

## Samenstelling van de legers
Noordelijken

District of Jackson – Generaal-majoor Edward O. C. Ord
- 4th Division – Generaal-majoor Stephen A. Hurlbut
  - 1st Brigade – Brigadegeneraal James C. Veatch
  - 2nd Brigade – Brigadegeneraal Jacob G. Lauman
  - Provisional Division – Kolonel Robert K. Scott

Zuidelijken

Army of the West – Generaal-majoor Earl Van Dorn
Price's Corps – Generaal-majoor Sterling Price